# Ливан на летних Олимпийских играх 1992
Ливан принимал участие в Летних Олимпийских играх 1992 года в Барселоне (Испания) в одиннадцатый раз за свою историю, но не завоевал ни одной медали. Сборная страны состояла из 12 спортсменов (все — мужчины), которые приняли участие в соревнованиях по лёгкой атлетике, тяжёлой атлетике, велоспорту, фехтованию, дзюдо, академической гребле и плаванию.

## Результаты соревнований

### Академическая гребля
В следующий раунд из каждого заезда проходили несколько лучших экипажей (в зависимости от дисциплины). В финал A выходили 6 сильнейших экипажей, остальные разыгрывали места в утешительных финалах B-D.
Мужчины
| Соревнование | Спортсмены       | Предварительный заезд | Предварительный заезд | Предварительный заезд | Отборочный заезд | Отборочный заезд | Отборочный заезд | Полуфинал     | Полуфинал     | Полуфинал     | Финал   | Финал   | Итоговое место |
| Соревнование | Спортсмены       | Заезд                 | Время                 | Место                 | Заезд            | Время            | Место            | Заезд         | Время         | Место         | Время   | Место   | Итоговое место |
| ------------ | ---------------- | --------------------- | --------------------- | --------------------- | ---------------- | ---------------- | ---------------- | ------------- | ------------- | ------------- | ------- | ------- | -------------- |
| одиночки     | Кристиан Фрэнсис | 4                     | 8:08,47               | 5                     | 2                | 8:14,79          | 4                | Полуфинал C/D | Полуфинал C/D | Полуфинал C/D | Финал D | Финал D | 22             |
| одиночки     | Кристиан Фрэнсис | 4                     | 8:08,47               | 5                     | 2                | 8:14,79          | 4                | 1             | 8:12,79       | 5             | 8:06,14 | 4       | 22             |